# Celebridad de Internet

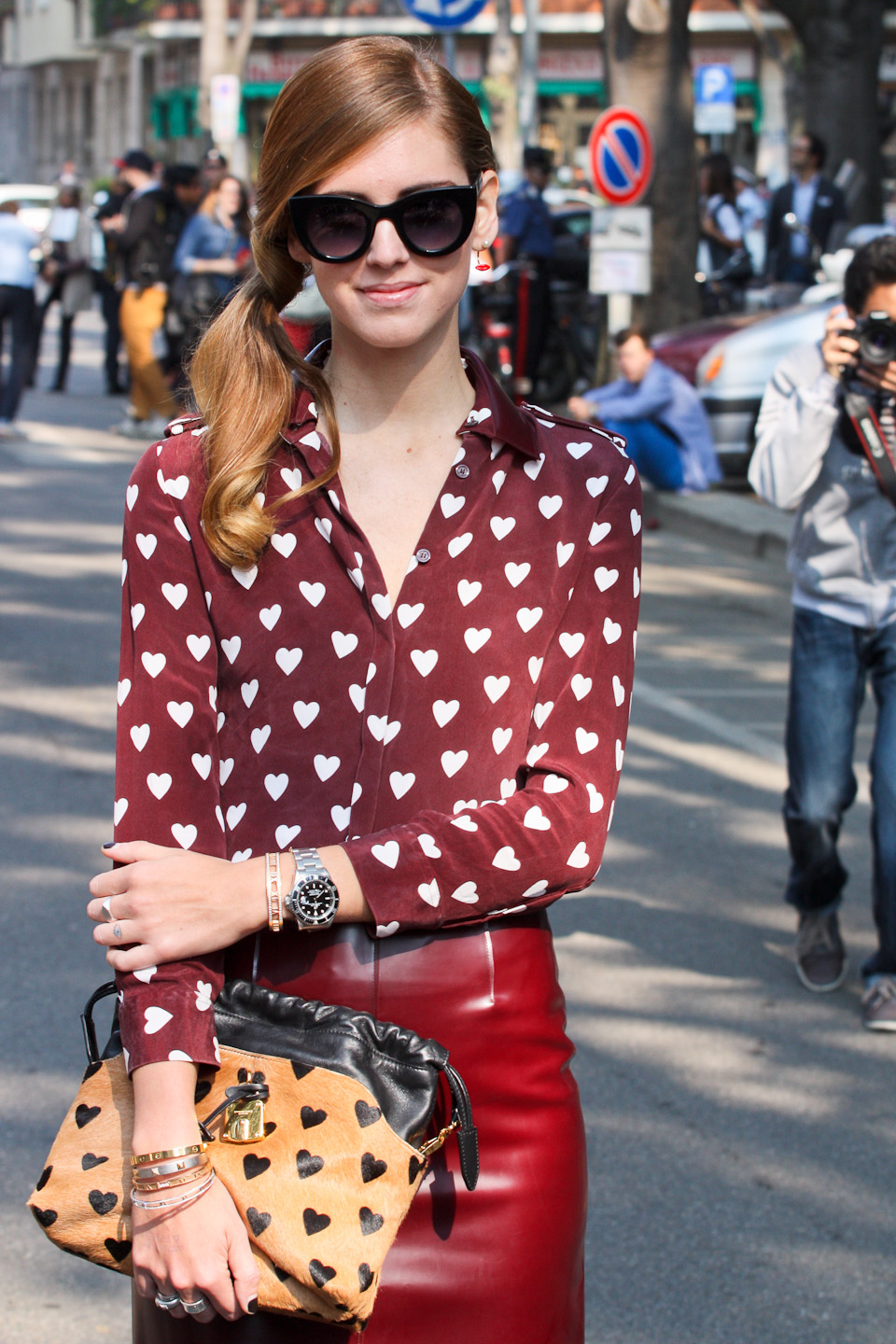
Chiara Ferragni, reconocida influencer italiana.

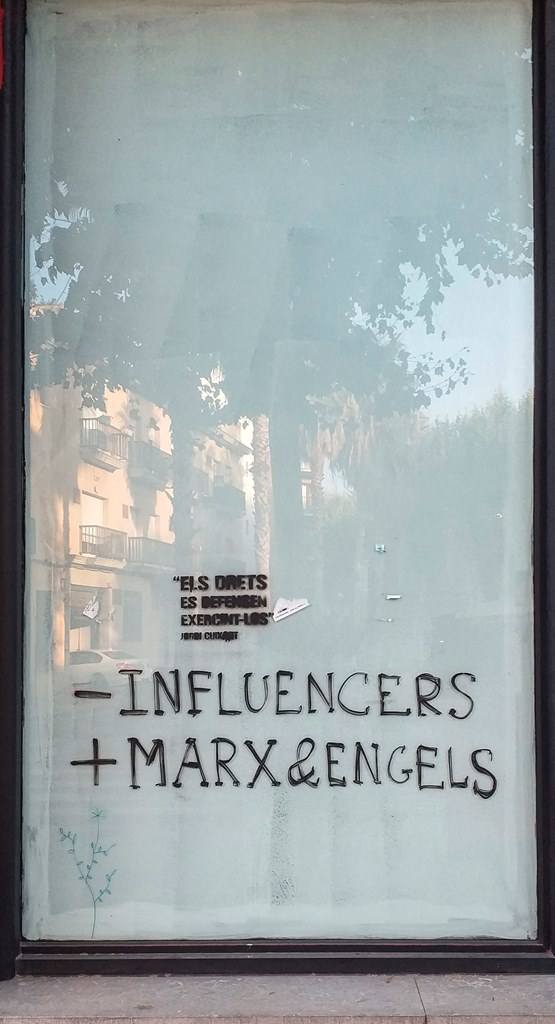
Grafiti sobre influencers.

Una celebridad de internet, personalidad de internet, influyente, influidor, influenciador, influente, o influencer es una persona o animal que se ha hecho famosa a través de internet. Estas personalidades se caracterizan por tener una comunidad de seguidores en las principales redes sociales, los cuales consideran a esas personas como líderes de opinión y están dispuestas a seguir y compartir sus mensajes.

## Mecanismos
Millones de personas crean contenidos, por ejemplo escribiendo revistas en línea o blogs. En la mayoría de los casos, estas contribuciones no llegan a hacerse notables a gran escala o solo consiguen llegar a un público muy concreto, especializado y con el mismo interés. Sin embargo, algunos analistas proponen que si el bloguero tiene una personalidad distintiva o carismática, puede llegar a la fama (tanto su personaje como el contenido de su blog). Aunque no está claro qué es lo que hace notables a ciertos blogueros y no a otros.
En algunos casos, se puede llegar a la fama a través de un solo evento o un vídeo que se vuelva viral, pues internet permite difundir vídeos, noticias o chistes muy rápidamente. Dependiendo del alcance o de cómo se propague, el contenido puede convertirse en un meme de internet y, por lo tanto, cualquiera de las personas asociadas al contenido puede aprovechar ese pico de popularidad para mostrarse públicamente y subir más contenido a la red. Por ejemplo, Zach Anner, un comediante residente en Austin, Texas, consiguió atención mundial después de que enviara un vídeo a Oprah Winfrey para un concurso donde buscaban a la próxima estrella de la televisión. Este hecho hizo que muchos usuarios de Internet hicieran búsquedas de Zach, popularizándolo en la red.
Las celebridades de internet también se han convertido en un fenómeno popular en China, como por ejemplo la Hermana Furong (Fu Rong Jiejie), quien recibió notoriedad y fama mundial por sus descarados esfuerzos de autopromocionarse a través de publicaciones en Internet.
El concepto de celebridad web se vincula con la ocurrencia de Andy Warhol sobre los 15 minutos de fama. Una adaptación más reciente de ello (posiblemente provocada por el aumento de las redes sociales, los blogs, y fenómenos on-line similares), es la afirmación de que «en el futuro, todos serán famosos al menos para quince personas» o, en algunas versiones, «en la web, todos serán famosos gracias a quince personas». Se dijo que esta cita, aunque atribuida a David Weinberger, fue hecha por el artista escocés Momus.
Las personalidades de las redes sociales a menudo funcionan como gurús del estilo de vida que presentan, un estilo de vida frecuentemente atractivo para sus espectadores. En este rol, pueden ser influyentes cruciales para las tendencias en la industria de la moda.
A raíz de la popularidad que adquieren estas celebridades, muchas empresas, con el objetivo de abarcar un público más amplio, han empezado a contratarles para que promocionen los productos de su marca.

## Clasificación de Influencer
- Nano influencers (de 1,000 a 10,000 seguidores)[19]
- Micro influencers (de 10,000 a 50,000 seguidores)[20]
- Influencers de nivel medio (de 50,000 a 500,000 seguidores)[21]
- Macro influencers (de 500,000 a 1,000,000 de seguidores)[22]
- Mega influencers (más de 1,000,000 seguidores)

## Influencia

### Moda, belleza y estilo de vida
Las marcas persiguen a celebridades que posteriormente se convierten en los embajadores de sus productos. Una simple publicación en su muro personal puede favorecer a la marca y que las ventas aumenten notablemente.

### Ciberactivismo
La rapidez y eficacia de las redes sociales son un buen medio de activismo y denuncia social. Recientemente se utilizan las etiquetas para representar campañas reivindicativas contra la sociedad y hacer frente a la injusticia social. Lugares como Facebook, X -antes Twitter- o Instagram son más fuertes que nunca y su poder es incuestionable.

### Turismo
La accesibilidad a internet ha cambiado radicalmente la motivación de los turistas para planificar y reservar viajes a diferentes destinos. La presencia de las celebridades en este sector se está ampliando cada vez más, ya que la gente busca cada vez más lugares fotogénicos y singulares. Podemos decir que cada vez más la gente cuando viaja se lleva la cámara para capturar todos los momentos y publicarlos en sus redes sociales. Los destinos más potenciados recientemente por muchos blogueros han sido Bali, Dubrovnik, Mykonos, Riviera Maya y California.

## Plataformas más usadas

### YouTube
La influencia de YouTube es incluso superior a la de la televisión, especialmente en algunas categorías como los productos cosméticos o la tecnología digital. Gracias al vídeo, los clientes reciben información de calidad sobre el producto, sus características y el método de uso. Con Internet ha nacido una nueva generación de comunicadores que no solo saben crear audiencia, sino también obtener dinero gracias a las reproducciones de sus vídeos.
Hablemos de los youtubers; es decir, blogueros, gamers, críticos, humoristas, expertos en belleza... que han sabido sacar partido de lo que más les motivaba, para comunicar su producto a través de vídeos y montajes audiovisuales. Sus canales están llegando a generar ingresos de entre 90 € y 1.000 € al día, en función del reparto de los beneficios en publicidad cuando un usuario ve un vídeo. Por lo tanto, cuantas más veces se reproduzca el vídeo, más elevados serán los ingresos. Las ganancias dependerán de dos factores clave: el tipo de anuncios y el precio de estos mismos anuncios. A partir de aquí, YouTube paga el 55 % de los ingresos netos reconocidos.
YouTube tiene la opción de cobrar siempre que:
- El programa esté disponible en su país.
- Suba contenido original y de cualidad apta para los anunciantes.
- Que el contenido del video cumpla las Condiciones de servicio y normas de la comunidad de YouTube.
- Que se haya revisado el material informativo sobre los derechos del autor.

YouTube censurará y eliminará todos los videos donde aparezca el siguiente contenido:
- Derechos de autor (canciones, gráficos, imágenes, filmografía...)
- Amenazas, comportamiento agresivo, fustigación, invasión de la privacidad...
- Violencia que pretenda ser ofensiva, sensacionalista o irrespetuosa.
- Pornografía.

### Instagram
Instagram es, actualmente, la red social con más influencia en adolescentes —por encima de Facebook, X (antes Twitter) y YouTube—, ya que cuenta con más de 1386 millones de usuarios activos cada mes. Ha pasado de ser una simple plataforma para compartir imágenes con amigos y familiares a ser un espacio donde los usuarios acuden para promocionar su imagen y encontrar la reafirmación por parte de los demás. Para los y las adolescentes es un medio de comunicación, en el que de manera cotidiana cuentan su vida en fotografías y vídeos.
Dentro de la misma aplicación se encuentran diferentes secciones como Reels, IGTV, Instagram Stories, o una específica para la creación de contenido, llamada Creator Studio.

### Blogs
Una de las primeras redes sociales que vio caer a las celebridades fue Fotolog, creada en 2003, y actualmente derribada y casi olvidada en beneficio de otras plataformas más recientes que se han sabido adaptar a los gustos y necesidades de los usuarios. Hoy día alguien todavía está muy presente en la plataforma Blogger y se han introducido nuevas y más sofisticadas como WordPress.

### TikTok
La aplicación TikTok fue lanzada al mercado en 2016, permite a los usuarios crear vídeos musicales cortos de 3-15 segundos y videos largos de 30 - 60 segundos. Esta plataforma es líder de vídeos en Asia, Estados Unidos y otras partes del mundo.

### Facebook
Facebook ofrece servicios de redes sociales desde 2004. Una vez registrados, los usuarios pueden crear un perfil personalizado que indique su nombre, ocupación, escuelas atendidas, etc. Los usuarios pueden agregar a otros usuarios como «amigos», intercambiar mensajes, publicar actualizaciones de estado, compartir fotos, vídeos y enlaces, usar varias aplicaciones informáticas (apps) y recibir notificaciones de la actividad de otros usuarios, entre muchas otras opciones.